# 傲嬌反派千金莉潔洛特與實況主遠藤同學及解說員小林同學
《傲嬌反派千金莉潔洛特與實況主遠藤同學及解說員小林同學》，簡稱是由日本作家惠之島鈴所著的輕小說，由繪師負責插畫。截至2022年7月，系列累積發行逾75萬冊。改編電視動畫於2023年1月6日首播。
本作原本是連載於成為小說家吧網站的網路小說，作者退會之後刪除，網路版在2019年12月移籍到KAKUYOMU網站。

## 故事概要
高中生遠藤碧人在同學小林詩帆乃在推薦下開始遊玩少女遊戲 與你墜入魔法的珍愛（簡稱「魔法珍愛」）。小林很喜歡這部遊戲的傲嬌反派千金角色——莉潔洛特。可惜的是，莉潔洛特在故事中註定會陷入悲慘的結局。遠藤和小林身為廣播部部員，決定以分別擔任實況主和解說員的形式，來遊玩這款遊戲。他們玩着玩着，發現男主角齊格瓦托本應是遊戲角色，卻能夠聽到他們在現實中的聲音，並會跟從他們的指示來行動。遠藤和小林決定利用這點，將原來註定破滅的莉潔洛特帶離壞結局。

## 角色列表

### 主要角色
莉潔洛特·里芬修坦（聲：楠木燈）
《魔法珍愛》反派角色，侯爵家千金，齊格瓦托的未婚妻。雖然在遊戲中常找女主角菲妮的麻煩，但是其實個性認真、勤奮，也是個不擅表達自己心聲的傲嬌。
在遊戲本篇結局成為遊戲的最終魔王，然後死去。遊戲擴充包《莉潔洛特手記》揭露莉潔洛特一直喜歡齊格瓦托，也憧憬着純真的菲妮，但不擅表達自己，孤獨的心因而被「古代魔女」乘虛而入。
齊格瓦托·費森哈根（聲：中村悠一、二宮みお（幼少期））
《魔法珍愛》男主角。王子殿下，莉潔洛特的未婚夫。遊戲中只有他能聽到遠藤和小林的聲音，並視之為神諭。
遠藤碧人（聲：石川界人）
高中二年級生，廣播部成員。在小林的推薦下開始遊玩《魔法珍愛》。玩這款遊戲時擔任實況主。
小林詩帆乃（聲：花澤香菜）
高中二年級生，也是廣播部成員。很喜歡《魔法珍愛》中莉潔洛特這個角色。玩這款遊戲時擔任解說員。
菲妮（聲：富田美憂）
《魔法珍愛》女主角。平民出身，卻擁有魔法天賦，因而進入王立魔導學園就讀。實際上是莉潔洛特的堂妹（莉潔洛特的伯父的女兒）。

### 《魔法珍愛》內角色
巴爾杜爾·里芬修坦（聲：杉田智和）
亞爾圖·利希塔（聲：逢坂良太）
法比安·奧汀布魯克（聲：堀江瞬）
雷歐·沙赫（聲：八代拓、小山內怜央（幼少期））
阿德利娜·里芬修坦（聲：大本なな子）
莉潔洛特的妹妹。
卡塔琳娜·里芬修坦（聲：飯隈のどか）
莉潔洛特的妹妹。
采齊莉·里芬修坦（聲：白石ゆきね）
莉潔洛特的幺妹，對法比安一見鐘情。
布魯諾·里芬修坦（聲：前田雄）
莉潔洛特的親生父親。
奧古斯特·里芬修坦（聲：財満健太）
實為伊麗莎白的丈夫、菲妮的親生父親、布魯諾的兄長。
伊麗莎白（聲：大原沙耶香）
奧古斯特的妻子、菲妮的親生母親，曾有“妖精姬”的稱號。幼時曾跟雷歐相識。
蒂亞娜·費森哈根（聲：永峰遥）
齊格瓦托的親生母親。
古代魔女（聲：伊藤靜）
真正身份是女神里蕾娜，因為被九音拋棄而黑化。後被莉潔洛特感動而回復原本姿態，最終把九音封印。
九音（聲：福山潤）
邪神，古代魔女的丈夫，也是該作一連串事件的始作俑者。個性自私、狠毒。在現代附身於久遠桐聖身上，企圖佔有詩帆乃，曾做出綁架詩帆乃的姐姐千夜乃等惡劣行徑。最終被回復女神身份的里蕾娜封印。名字與“久遠”發音相同。

### 現實世界
放送部部長（聲：相坂優歌）
部員們（聲：内田修一（部員A）、阿部菜摘子（部員B））
小林千夜乃（聲：高田紗希衣）
小林詩帆乃的姐姐。
久遠桐聖（聲：福山潤）
知名偶像。被九音附身。

## 出版書籍

### 輕小說
| 卷數 | KADOKAWA      | KADOKAWA               | 青文出版       | 青文出版              |
| 卷數 | 發售日期      | ISBN                   | 發售日期       | ISBN                  |
| ---- | ------------- | ---------------------- | -------------- | --------------------- |
| 1    | 2019年4月10日 | ISBN 978-4-04-073051-6 | 2021年9月29日  | ISBN 978-626-303724-3 |
| 2    | 2019年8月9日  | ISBN 978-4-04-073054-7 | 2022年10月20日 | ISBN 978-626-322827-6 |
| Ex   | 2022年12月9日 | ISBN 978-4-04-074696-8 | 2024年10月7日  | ISBN 978-626-399484-3 |

2022年7月15日宣佈電視動畫化同日，宣佈將出版[Disc Ex]，收錄以往推出的店舗特典短篇故事，以及新撰寫的原創故事。

### 漫畫
| 卷數 | KADOKAWA       | KADOKAWA                                                          | 青文出版       | 青文出版              |
| 卷數 | 發售日期       | ISBN                                                              | 發售日期       | ISBN                  |
| ---- | -------------- | ----------------------------------------------------------------- | -------------- | --------------------- |
| 1    | 2019年12月28日 | ISBN 978-4-0473-5873-7                                            | 2022年3月14日  | ISBN 978-626-322262-5 |
| 2    | 2020年7月31日  | ISBN 978-4-0473-6191-1                                            | 2023年3月30日  | ISBN 978-626-340619-3 |
| 3    | 2021年5月1日   | ISBN 978-4-0473-6568-1                                            | 2023年5月25日  | ISBN 978-626-340841-8 |
| 4    | 2021年12月27日 | ISBN 978-4-0473-6884-2                                            | 2023年11月16日 | ISBN 978-626-362484-9 |
| 5    | 2022年8月1日   | ISBN 978-4-0473-7121-7 ISBN 978-4-0473-7122-4（附廣播劇CD特裝版） |                |                       |
| 6    | 2023年2月1日   | ISBN 978-4-0473-7354-9                                            |                |                       |
| 7    | 2024年8月30日  | ISBN 978-4-0473-8126-1                                            |                |                       |

第5卷特裝版附送的廣播劇CD沿用改編電視動畫的聲優陣容。

## 迴響
截至2021年10月，系列累積發行逾50萬冊。截至2022年7月，系列累積發行逾75萬冊。

## 電視動畫
2021年12月24日，宣佈正在進行動畫化企劃。2022年7月15日，宣佈電視動畫於2023年1月首播，動畫製作公司是手塚製作。

### 製作人員
- 原作：惠之島鈴
- 原作插畫：
- 漫畫：
- 導演：吉村文宏
- 系列構成：金春智子
- 人物設定：
- 音樂：齋木達彥、田渕夏海、青木沙也果、中嶋純子、佐久間奏
- 動畫製作：手塚製作[4]

### 主題曲
片頭曲 
主唱： 
作詞、作曲、編曲：REQ (Accelers)
片尾曲
主唱：Anna
作詞、作曲：Anna，編曲：Naoki Itai

### 各話列表
| 話數       | 標題                          | 劇本       | 分鏡              | 演出            | 作畫監督                                                   | 總作畫監督                                 | 首播日期      |
| ---------- | ----------------------------- | ---------- | ----------------- | --------------- | ---------------------------------------------------------- | ------------------------------------------ | ------------- |
| Chapter 1  | 傲嬌和王子和神之聲            | 金春智子   | 吉村文宏          | 波多正美        | 善似郎 清水勝祐 松下純子 齊藤格 上月庸介 劉泉 趙越         | 片山美雪                                   | 2023年 1月7日 |
| Chapter 2  | 魔杖和滿級和神之寵愛          | 金春智子   | 吉村文宏          | 前園文夫        | 金真英 金捧德 金賢璟 燕智惠 金俊娛 趙銀卿                  | 片山美雪                                   | 1月14日       |
| Chapter 3  | 緞帶和前輩和戀慕之心          | 森田真由美 | 松井仁之          | 山口勇 吉村文宏 | 清水勝祐 齊藤格 清水健一 宋鎮喜 松下純子 上月庸右 西川真人 | 片山美雪                                   | 1月20日       |
| Chapter 4  | 夏天和回乡和想见你的心情      | 福田裕子   | 山內東生雄        | 鈴木卓夫        | 李宰漢 金𤣰景 李承熙 張相美                                | 片山美雪                                   | 1月28日       |
| Chapter 5  | 母女和姐妹和第一次約會        | 森田真由美 | 友田政晴 吉村文宏 | 前園文夫        | 金真英 金捧德 金賢璟 燕智惠 全悰玟 鄭賢秀                  | 片山美雪                                   | 2月4日        |
| Chapter 6  | 惡夢和窩囊廢和公主抱          | 福田裕子   | 吉村文宏          | 上間由梨        | 諸葛子敬 齊藤格 清水勝祐 遠藤省二                          | 片山美雪                                   | 2月11日       |
| Chapter 7  | 神諭和少年和現場直播          | 森田真由美 | 小瀧礼            | 松井信太郎      | 朴殷雅 朴眞煜 金西眞 崔銀英 白蓮珠 李承熙 張相美           | 片山美雪                                   | 2月18日       |
| Chapter 8  | 師徒和假面和傲嬌千金          | 福田裕子   | 紅月陽 木下大悟   | 鈴木卓夫        | 鄭真英 金海淑 張榮善 燕智惠 鄭賢秀                         | 片山美雪                                   | 2月25日       |
| Chapter 9  | 禮服和文化節和滿溢的愛意      | 森田真由美 | 前澤大樹          | 松井信太郎      | 李承熙 黃一振 李宰漢 金銀善 金有仙 尹靜惠                  | 片山美雪                                   | 3月4日        |
| Chapter 10 | 莱娜花和舞会和魔女            | 福田裕子   | 吉村文宏          | 前園文夫        | 李承熙 金永涉 黄英殖                                       | 清水胜祐 薄谷荣之 松下纯子 诸葛子敬        | 3月11日       |
| Chapter 11 | 魔女和女神和最初的神话        | 金春智子   | 木下大吾          | 鈴木卓夫        | 金捧德 金賢璟 申成玟 鄭真英 燕智惠                         | 清水胜祐 薄谷荣之 松下纯子                 | 3月18日       |
| Chapter 12 | 比最棒更棒的 最棒的美滿結局！ | 金春智子   | 吉村文宏          | 吉村文宏        | 坚正圆 今井直人 永尾真琴 小出知沙 吉田琴音                 | 清水胜祐 松下纯子 善似郎 薄谷荣之 米本奈苗 | 3月25日       |

### 播映平台
| 播映地區         | 播映平台 | 播映日期              | 播映時間              | 備註   |
| ---------------- | -------- | --------------------- | --------------------- | ------ |
| 中國大陸         | bilibili | 2023年1月7日－3月25日 | 星期六 02:25（UTC+8） | [ 31 ] |
| 香港、澳門、台灣 | bilibili | 2023年1月7日－3月25日 | 星期六 02:25（UTC+8） | [ 32 ] |

## 外部連結
- 網絡小說連載網站 - KAKUYOMU（日語）
- 小說官方網站（日語）
- 漫畫官方網站（日語）
- 電視動畫官方網站（日語）
- 電視動畫的X（前Twitter）（日語）